# TP-LINK

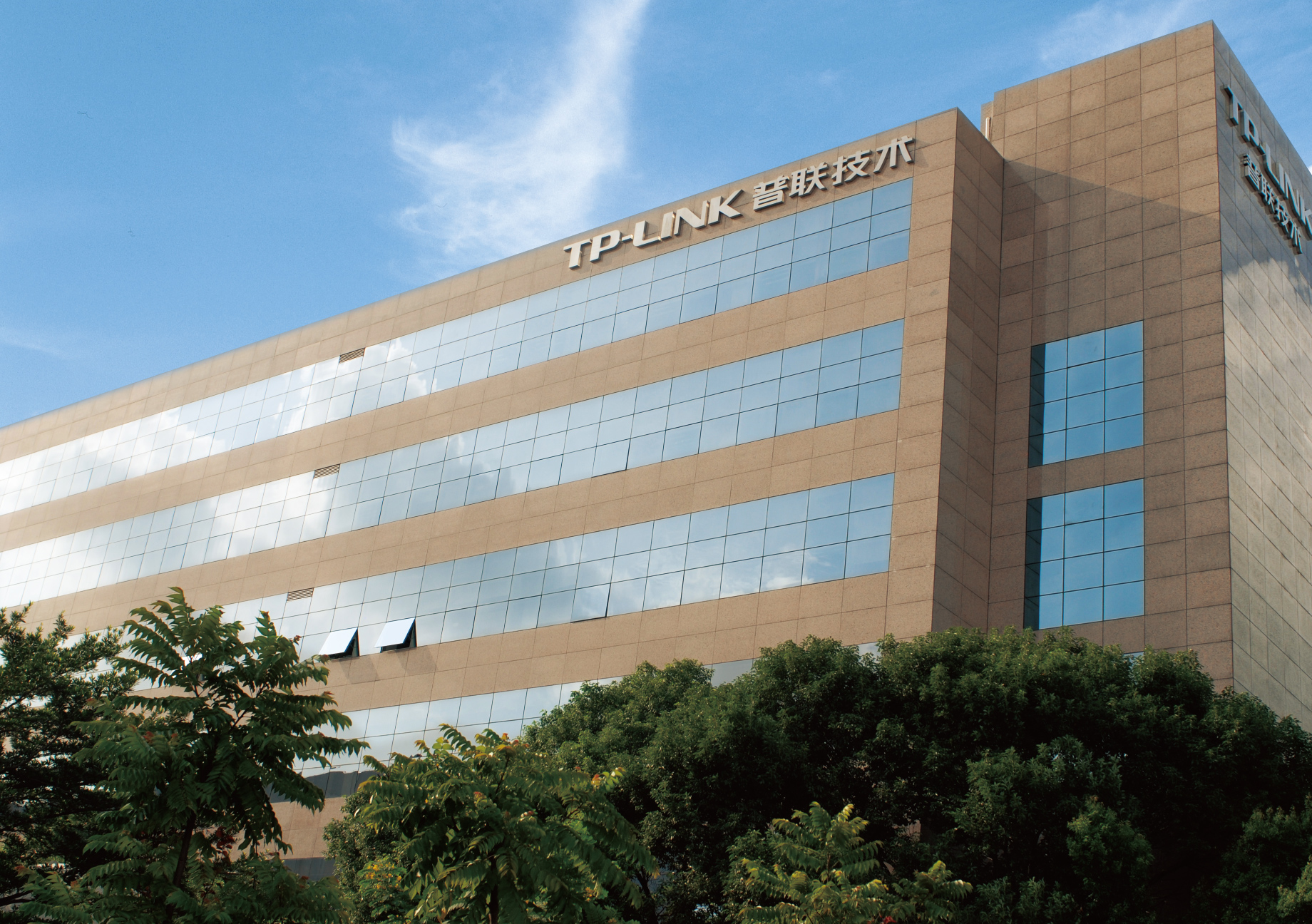
Головний офіс TP-Link в м. Шеньчжень

TP-LINK Technologies CO., LTD. (від Twisted pair — Вита пара, Link — з'єднання; кит.: 普联技术) — китайська компанія, виробник обладнання для комп'ютерних мереж. Продукція TP-LINK включає роутери, комутатори, бездротове обладнання, ADSL модеми і мережеві плати для ПК.

## Історія
Компанія заснована в 1996 році у місті Шеньчжені. Засновниками є два брати Джанджун Джао і Джаосін Джао. Назва TP-LINK є скороченням від «Twisted pair» — вита пара, «Link» — з'єднання.
У 2005 році компанія вийшла на світовий ринок. У 2007 році були відкриті представництва компанії в Сінгапурі та Індії. У 2008 році відкриті офіси в США і Німеччині. У 2009 році відкрито офіс в Росії. У 2011 році відкриті офіси у Польщі та Україні (м. Київ).
Станом на 2024 рік, TP-Link Technologies домінує на ринку домашніх роутерів у США з 65 % продажу. Проте, з посиланням на The Wall Street Journal, влада США розслідує, чи становить широке розповсюдження домашніх інтернет-роутерів TP-Link, які були пов'язані з кібератаками, потенційну загрозу національній безпеці. Відповідно, розглядається можливість заборони в США роутерів, вироблених компанією TP-Link Technology.

## Показники діяльності
У 2009 році компанія зайняла 32-е місце у Китаї в «Найкращі 100 постачальників комп'ютерів» і перше місце у Китаї серед постачальників мережевого обладнання на ринку SOHO. У 2010 році компанія зайняла 42-е місце серед виробників електроніки в Китаї і 8-е в місті Шеньчжень. І в цьому ж році зайняла перше місце серед компаній виробників маршрутизаторів і модемів ADSL, за даними американської компанії «В-Star».